# 彌勒菩薩

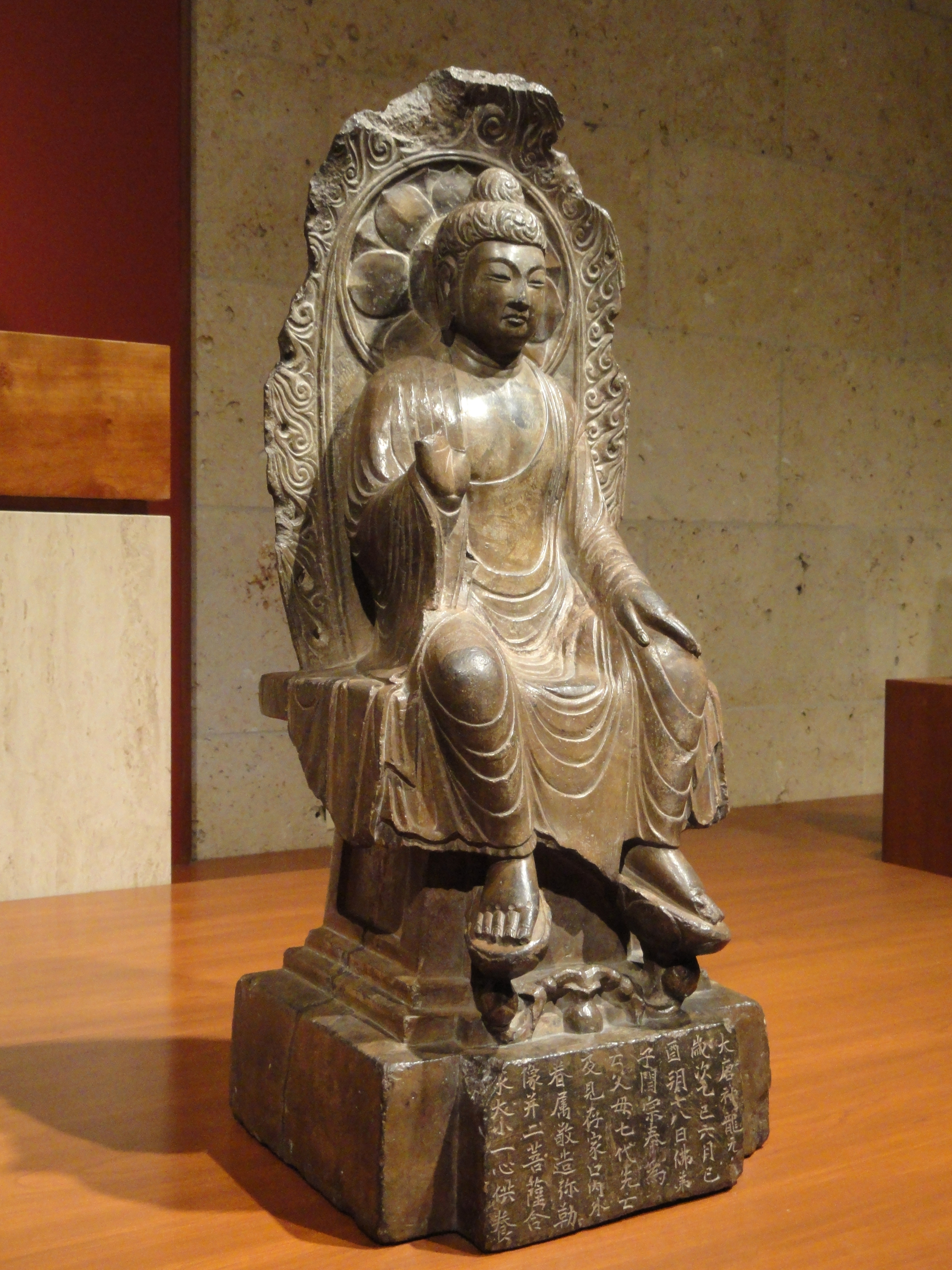
公元705年的唐朝彌勒菩薩像

彌勒菩薩（藏語：བྱམས་པ།，羅馬化：Maitreya），義譯為慈氏，音譯為梅呾利耶、梅怛儷藥，是釋迦牟尼佛的繼任者，將在未來娑婆世界降生成佛，成為娑婆世界的下一尊佛，在賢劫千佛之中將是第五尊佛，常被尊稱為當來下生彌勒尊佛或彌勒佛。三世佛又稱三寶佛、縱三世佛之一未來佛彌勒佛在大乘佛教中稱他現為最後一生菩薩，是八大菩薩之一，大乘經典中又常稱為阿逸多菩薩。他是唯識宗的鼻祖，其龐大思想體系，以《瑜伽師地論》為代表，由無著、世親菩薩闡釋弘揚，深受中國佛教大師道安和玄奘的推崇。據經記載彌勒菩薩具有自性光明，為三界導首，三界眼目，慈心布施不求回報，慈悲、忍辱、寬容等德性。
五代十国之后，因相传布袋和尚为弥勒佛转世，中国开始以其形象塑像。

## 音義
彌勒的梵文Maitreya是常見婆羅門姓氏，字根源自梵文Maitrī，意為慈愛。唐朝時玄奘到印度求學時，見到梵文原本，所以譯為梅呾利耶。

### 弥勒经論
- 《彌勒下生經》，西晋竺法护译。此经記載彌勒出現國土豐樂、弟子多少，迦葉尊者拿金縷衣做證明與彌勒弟子過去如何修行而至彌勒佛所再續修三乘道的因緣，
- 《观弥勒菩萨上生兜率天经》，刘宋沮渠京声译。此经記載弥勒菩萨於閻浮提沒生兜率天宫因緣，兜率净土十善報應勝妙福處。欲往生兜率者的觀念，淨業法，修行法，懺悔法，
- 《弥勒大成佛经》，姚秦鸠摩罗什译。此經記載彌勒菩薩名字功德、神力、國土莊嚴，以何善根？何戒？何施？何定？何慧？何等智力得見彌勒？於何心中修八正路？使眾生未來得見彌勒，

以上三部经，合称“弥勒三部经”，若加上同样描述弥勒下生内容的
- 《弥勒来时经》
- 《弥勒下生成佛经》（鸠摩罗什译）
- 《弥勒下生成佛经》（義淨译）

则合称“弥勒六部经”。也有观点认为弥勒经典还应加上弥勒的本生谈《一切智光明仙人慈心因缘不食肉经》（译者不详）、竺法护译《弥勒菩萨所问本愿经》（Maitreyaparipṛcchā）、《楞严经·弥勒菩萨圆通章》等经典。

#### 彌勒五論
瑜伽行唯識學派傳說彌勒菩薩作五部論書，由無著親受傳出，稱為「慈氏五論」。
- 《瑜伽師地論》，西藏傳說是無著造論。
- 《分別瑜伽論》，未譯出。[5]
- 《大乘經莊嚴論頌》。[6]
- 《辨中邊論頌》。[7]
- 《能斷金剛般若波羅蜜多經論頌》。[8]

西藏佛教傳說彌勒菩薩的五論為：
- 《現觀莊嚴論頌》，漢地未傳，民初法尊法師漢譯有《現觀莊嚴論略釋》。
- 《大乘經莊嚴論頌》，西藏佛教傳說此論為無著菩薩在兜率天接受彌勒菩薩親傳所作。[9]
- 《辨中邊論頌》。
- 《辨法法性論頌》，漢地未傳，民初法尊法師由藏譯漢。
- 《大乘最上要義論頌》，此論內容同於《究竟一乘寶性論》，賢首法藏稱此論為堅慧（Sāramati）所造。

## 學術研究
在玄奘之前，东汉及三國時期的早期譯經家，見到的佛經是由西域輾轉得到。現代語言學研究認為，吐火羅文的Metrak，故譯為彌勒。

## 祭祀
《彌勒上生經》中，記有「彌勒五護法」，為寶幢大神、華德大神、香音大神、喜樂大神、正音聲大神。
《全宋詩》載释普济寫有〈弥勒大士二月八生〉一詩，可知宋朝以陰曆二月初八為彌勒菩薩神誕。

## 早期佛教的彌勒信仰
在佛教史上，彌勒的記載起源甚早，很可能在第一次結集時就已經出現，上座部佛教長部14經和長部26經記載未來人壽八萬歲時會有彌勒佛出世，漢譯《阿含經》中可見於說一切有部的《中阿含經》，和法藏部的《長阿含經》。「未來久遠人壽八萬歲時。當有佛。名彌勒如來。」這是各個佛教部派皆認可的基本共識，但是在具體細節上則有許多不同的說法。
在上座部佛教《小部·經集》的「彼岸道品」（波羅延品）中，帝須彌勒（Tissa-metteyya）與阿耆多（Ajita，又譯為阿逸多）是佛陀的兩位弟子。《中阿含經》記載佛陀授記他們兩位，一位成佛，一位成為轉輪聖王。
在大乘经典中，彌勒是姓，阿耆多是名，與上座部的傳說不同，可能是來自大眾部的傳說。據說彌勒出身於南天竺婆羅門家庭，鸠摩罗什（344－413）翻译的《法华经》说弥勒初名“求名”，经佛陀教化，后“当做佛，号名曰弥勒”。他是釋迦牟尼佛的弟子，常修行菩薩道，現住兜率天兜率內院修行、說法。根據《雜阿含經》，兜率天的天人壽命是四千歲，相當於人間5.76億年，這是以萬萬為億，如果以千萬為億則有如《彌勒上生經》中五十六億年這樣的記載，等時機成熟後，他將會繼承釋迦牟尼佛而降生人間，仍在印度尼泊尔一带的鸡翅城（又译翅头城、鸡头城）出家修道，覺悟成佛。並將於龍華菩提樹下舉行三次傳法盛會（又稱龍華三會），分別度化九十六、九十四、九十二億眾生，令他們開法眼智，證阿羅漢果，脫離生死輪迴。大乘佛教由此發展出人間淨土的觀念，認為當彌勒菩薩降世，祂會來人間救渡眾生脫離痛苦，乃至帶給暫時乃至久遠，永恆的安樂。

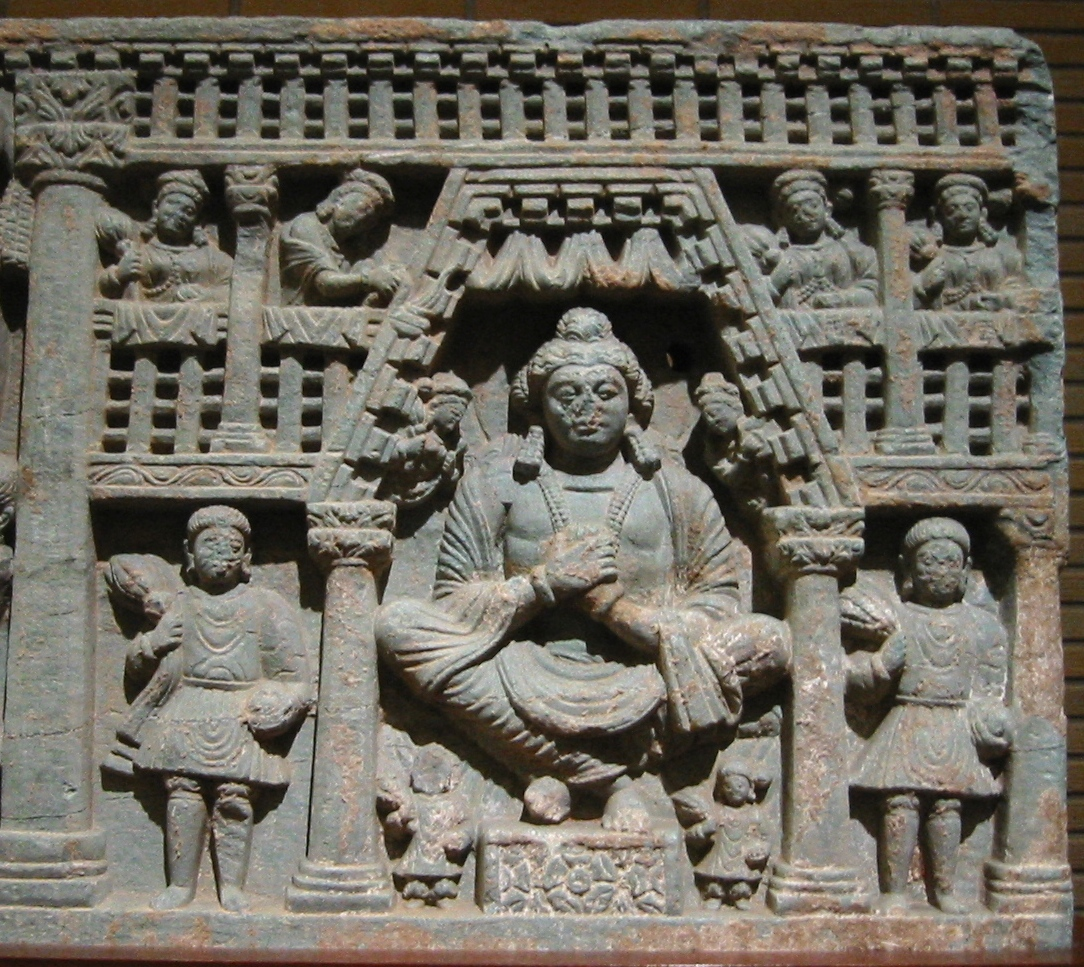
貴霜時期的彌勒菩薩塑像

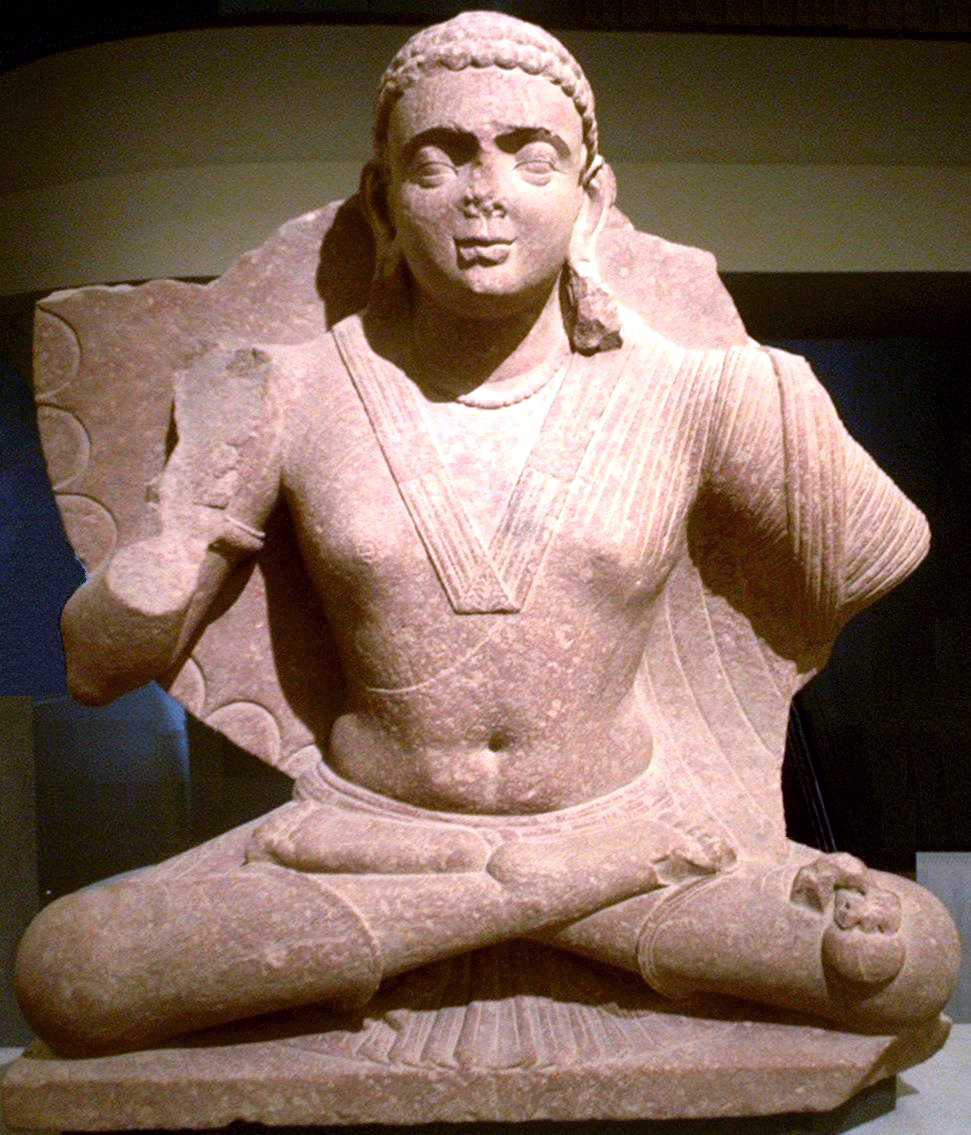
秣菟羅地區的彌勒菩薩塑像，2世紀

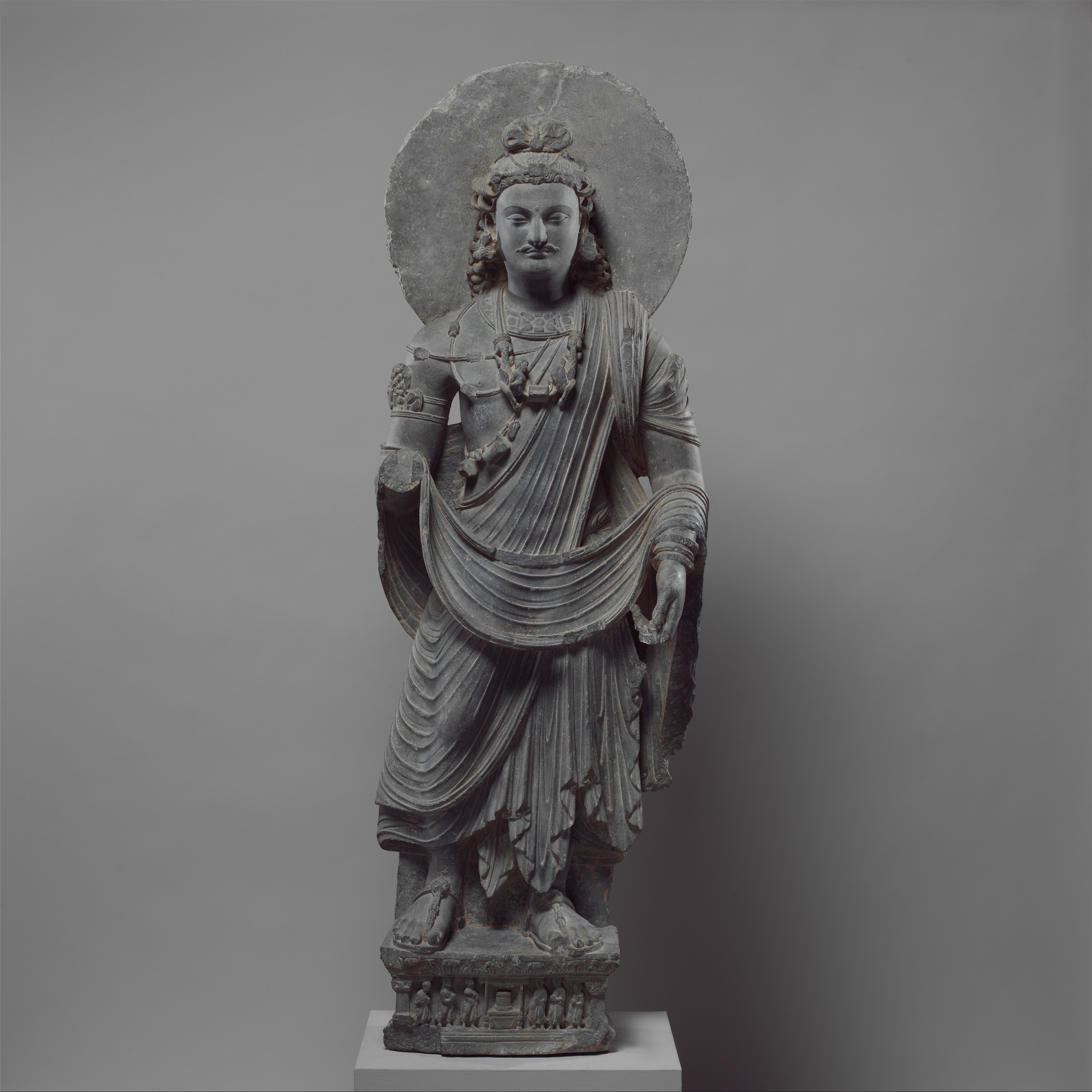
健驮逻国的彌勒菩薩塑像，3世紀

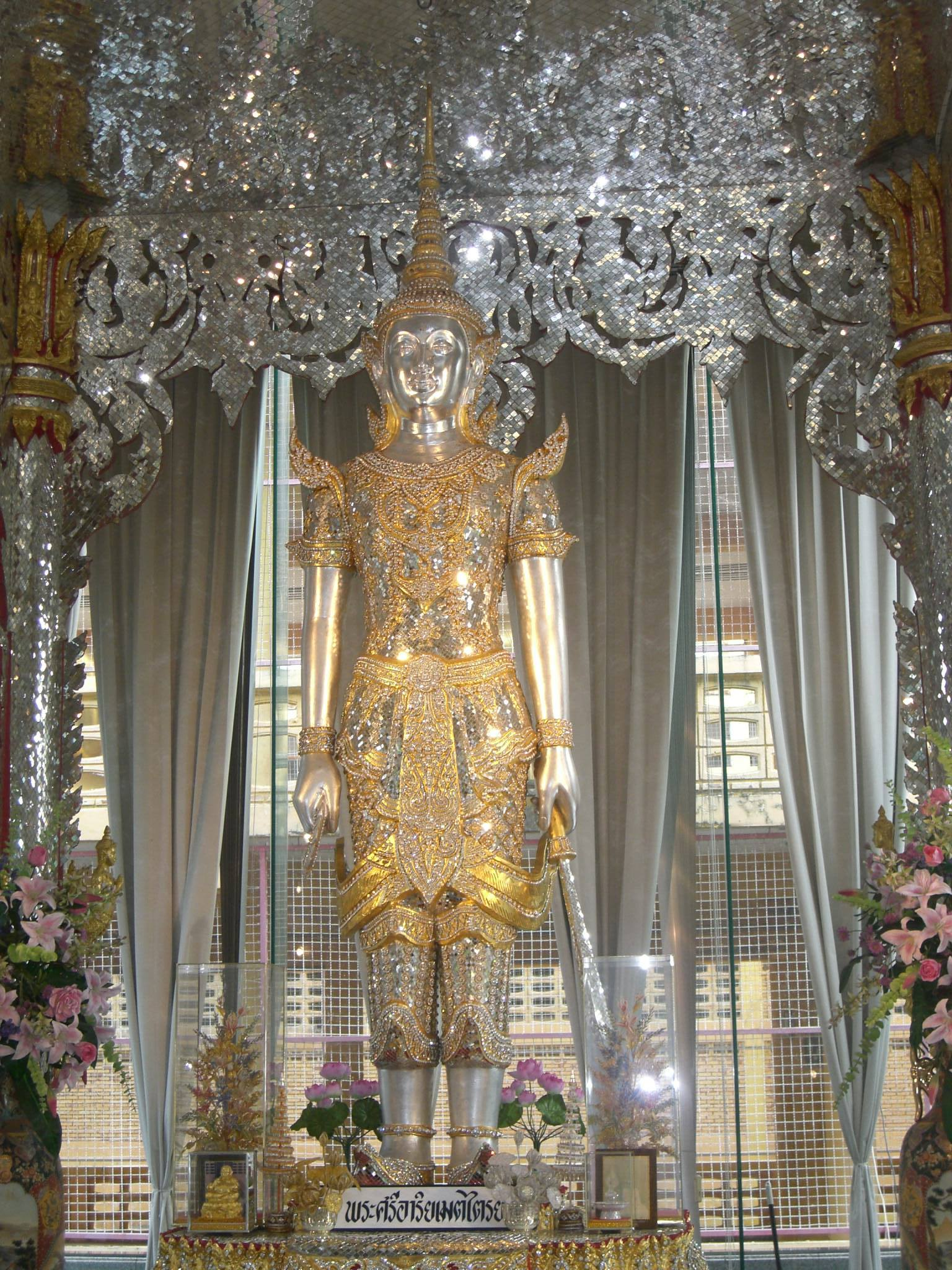
泰传弥勒菩萨像

弥勒信仰在古印度就甚为流行。据巴利文《大史》记载，公元前2世纪有锡兰王杜多伽摩尼（duṭṭhagāmaṇī）临终时蒙眾天神驾车迎往兜率天；据《大唐西域记》、《婆藪槃豆法師傳》记载，无著、世亲、狮子觉都发愿往生兜率净土。

### 唯識鼻祖
大乘佛教早期經典《惟曰雜難經》記載了阿羅漢遇到世友菩薩問難時，入定以神通上至兜率天，親自向彌勒求教。在大乘佛教中期，一群以修習瑜伽行為主的大乘修行者被稱為瑜伽行派，以尊奉彌勒為祖師。在無著、世親之後，進一步發展成為瑜伽行唯識學派，並記載無著入定上升兜率內院聆聽彌勒教誨、回來弘揚《瑜伽師地論》。
在4世紀至5世紀間的中觀派中，由僧護的弟子解脫軍傳出的《現觀莊嚴論》，是對《般若經》的註解，據說也由彌勒所傳。其後的師子賢作《現觀莊嚴論釋》、《現觀莊嚴般若波羅密多釋》，被視為早期的中觀與瑜伽行兩派的調合論者。至清辨門下的寂護、蓮花戒論師時，以清辨中觀自續派理論，加上瑜伽行派的教義，成立了順瑜伽行中觀派，他們同樣尊奉彌勒的《現觀莊嚴論》。此派後傳入西藏，對藏傳佛教產生很深的影響。

## 彌勒信仰
彌勒菩薩下凡救世的預言，在佛教各派別的經典中均有描述，故彌勒菩薩成為佛教徒救世主的寄託。在漢字文化圈，隨著漢傳佛教的普及，彌勒信仰被華人民間信仰吸收，信仰者不限於佛教徒，發展出白蓮教、一貫道等民間宗教，相關經典有《彌勒救苦真經》等。

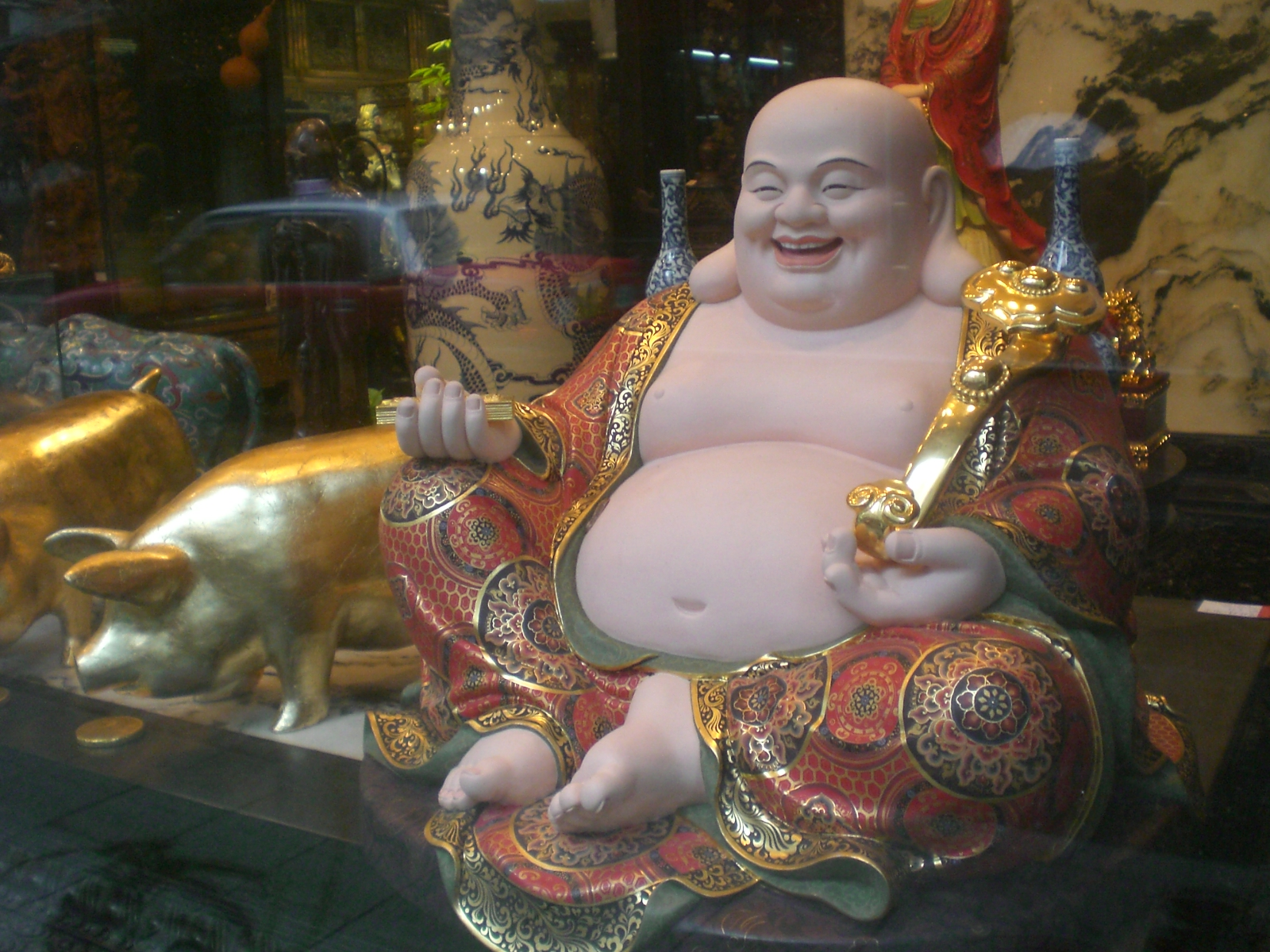
大肚笑口佛

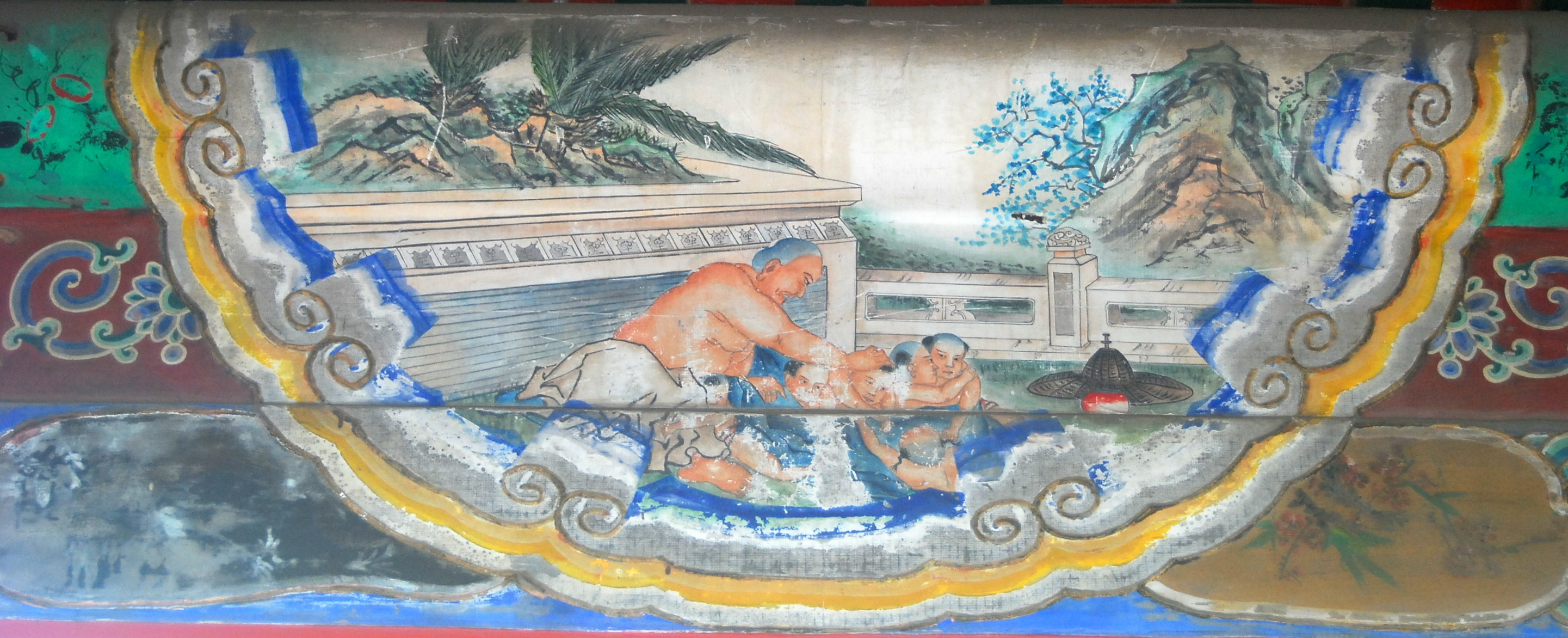
颐和园长廊上的彩绘：皆大欢喜，又名六子闹弥勒，仿清代画家陆鹏画作

### 中國
汉传佛教相信彌勒菩薩是釋迦牟尼佛欽定的繼承者，將在日後下凡普渡眾生，中國人皆尊之為「未來佛彌勒如來」、「當來下生彌勒佛」等，並且有佛國於兜率天內院，自晉朝以来，弥勒净土的信仰日益盛行，且與阿彌陀佛西方淨土信仰和樂融融。淨土宗慧远的导师道安，因为对经文原义有疑问，发愿上升兜率天亲自听弥勒菩萨说法。玄奘、窥基等一代高僧也以往生兜率內院为临终之大愿。
北魏政權轄下曾有僧人法慶等人以與彌勒菩薩相關之論述為名義進行之叛亂活動。
隋唐之后，弥陀信仰愈盛，但弥勒兜率净土依然不衰，在平民和士大夫中大有传播。唐朝文豪白居易便是弥勒信徒。他组织了「一时上升会」，希望这个会的成员都能往生兜率淨土。白居易本人在《画弥勒上生帧记》云：“愿当来世，与一切众生，同弥勒上生，随慈氏下降。生生劫劫，与慈氏俱；永离生死流，终成无上道。”白在晚年的言志诗中也说：“吾学空门非学仙，恐君说吾是虚传。海山不是吾归处，归即应归兜率天。”
隋唐之際，彌勒信仰與阿彌陀佛的西方淨土信仰曾經有所衝突，雙方信徒甚眾，形成淨土信仰的兩大流派，彌勒與淨土宗相持不下。但是隨著許多民間信仰信徒以彌勒降世為號召，對朝廷反抗起事，故彌勒信仰遭官家大力打擊，至明清之後，逐步讓位給彌陀淨土信仰，於是在漢傳佛教中式微。
弥勒法門因牽扯上各式各樣的政變與起事，渐渐衰微，但衰而不绝，但仍在漢地傳承不止。清代廣州南海宝象林沙门、曹洞宗高僧弘赞編寫了《兜率龟镜集》一書，記載了歷代彌勒法門修行者的事跡。
据中国历史记载，由于佛典中有彌勒佛必定到來人間救苦救難的預言，借弥勒下生信仰，曲解经文而意图发起动乱或篡夺政权的事例有很多。隋煬帝大業九年（613年），扶風人宋子贤、向海明“帶兵作亂”，“自稱彌勒佛出世”，借彌勒下生說起事作亂，唐宋以後不絕如縷。唐朝武则天时期有中国人编造《大云经》，认为武则天是弥勒下生，从而成为武周夺取李唐政权的舆论工具。
五代以前，漢字文化圈的弥勒像有菩萨形和如来形两类。分别根据《弥勒上生经》和《弥勒下生经》制作。菩萨形弥勒像主要表现弥勒在兜率天为诸天神祇说法的情景。菩萨装束，两脚交叉而坐或左脚下垂。如来形弥勒，则是弥勒下凡之後，在龙华树下继承釋迦如來的救世責任，形象与如來差别不大。
五代後梁時期在江浙开始出现以契此和尚為原型塑成的笑容可掬的大肚比丘。由於契此和尚圓潤豐滿、滿口堆笑，手持布袋，坦胸露腹，圓寂前，曾留下偈頌：“彌勒真彌勒，化身千百億，時時示時人，時人自不識”，因此被認為是彌勒菩薩的化身，所以此後彌勒菩薩的塑像就經常被塑成福態常笑、豁達大度的慈愛形像，常被稱為笑佛、歡喜佛、大肚彌勒佛。著名對聯：“大肚能容容天下難容之事，開口便笑笑世上可笑之人”，便把菩薩的寬廣胸懷和樂觀態度描繪得惟妙惟肖、淋漓盡致。此形象亦隨著漢傳佛教在東亞各地傳播而見於日本、朝鮮半島、越南、琉球等地，其塑像常被禪宗、淨土宗寺廟安置在山門或者天王殿中，并逐渐成为定制。而弥勒佛塑像的背后常安置护法神大将韋馱菩薩的塑像，其形象一般是身披盔甲、手执金剛杵的武士。

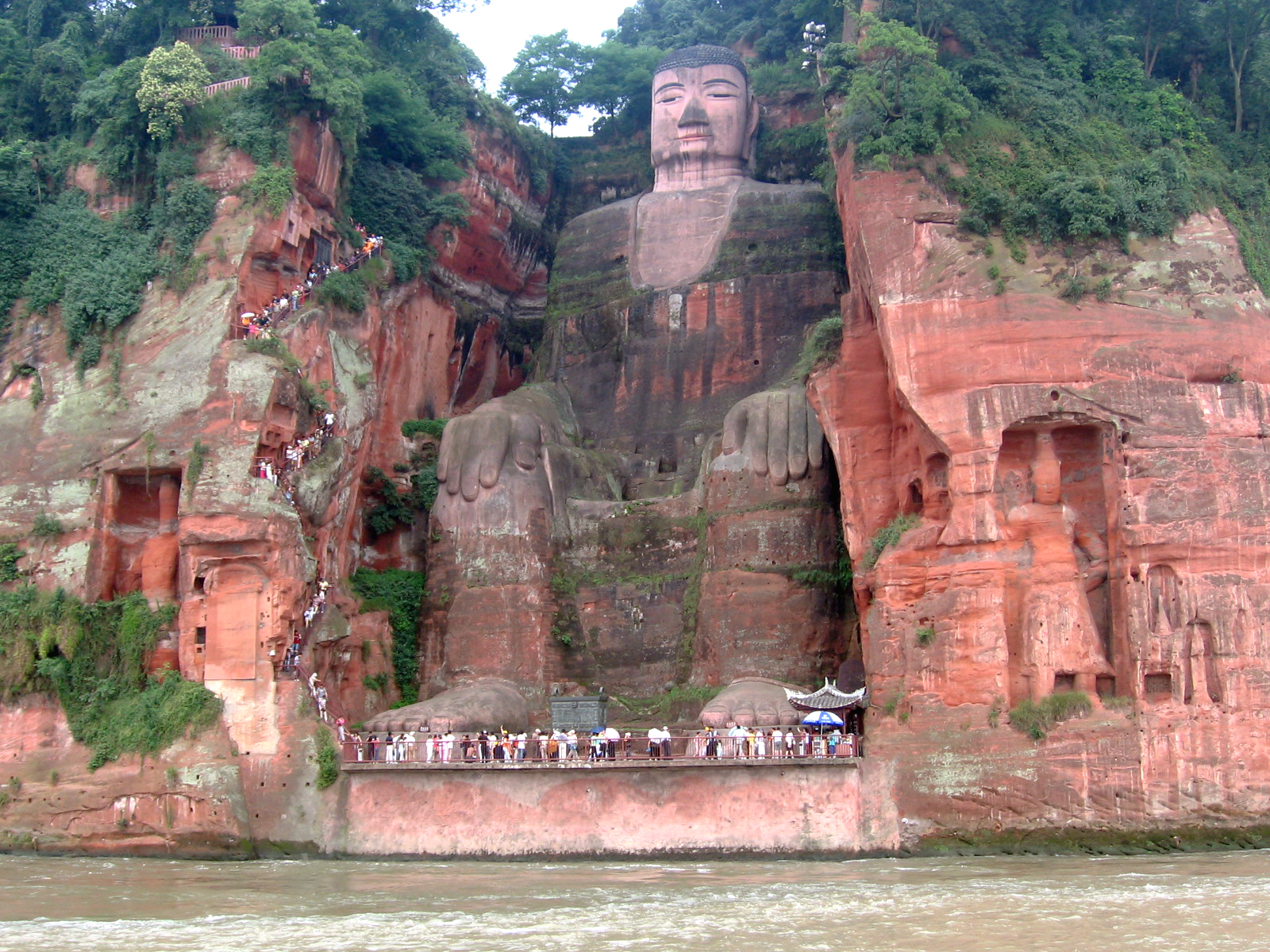
乐山大佛

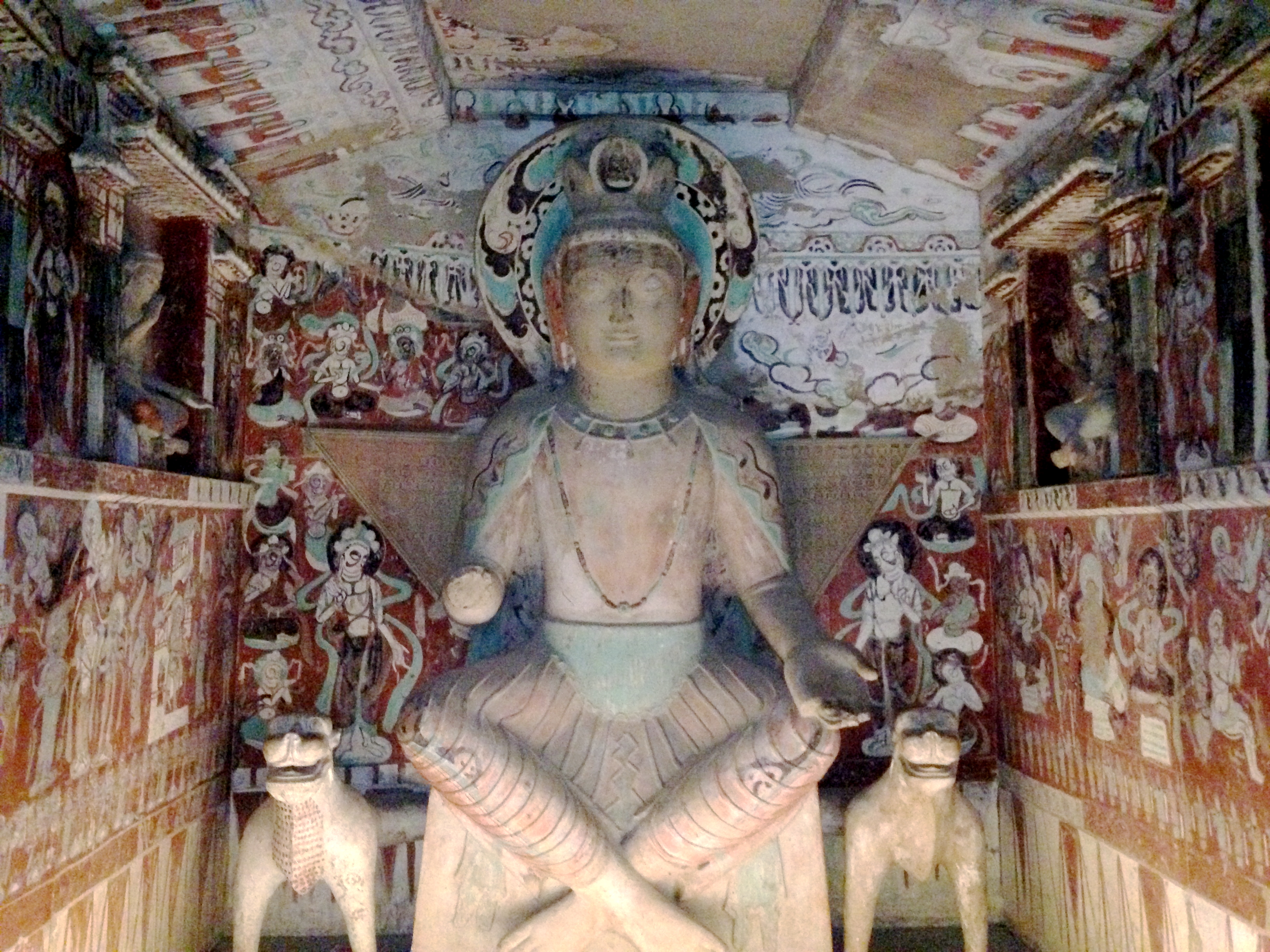
北凉交脚弥勒菩萨像，敦煌莫高窟275窟

彌勒教最早於梁武帝時期創立，創始人傅大士自稱「雙林樹下當來解脫善慧大士」，暗示他本人即為彌勒轉世化身，廣弘菩薩道，門下有傅宣德等人。傅大士只是宣揚大乘佛教，並未有政治運動或者暴動叛亂之舉。
唐朝之后，以弥勒下生作为信仰而发动民变的层出不穷。在中国內地形成了一种类似犹太教、基督教的弥赛亚救世思想，不少农民起义军利用这种迷信，遂打着“彌勒下生，明王出世”的口号起義。其中比较有名的是元末红巾军起义的两个著名教派弥勒教和白莲教，而出自波斯的摩尼教，也受到這樣的影響，打着“弥勒降世”的旗号活动。
由于和民变存在牵连，朝廷帝王对弥勒信仰不再放心，也不支持这个信仰，唐玄宗就曾經发布《禁断妖讹等敕》，对那些“白衣长髮，假托弥勒下生，因为妖讹，广集徒侣，称解禅观，妄说灾样。或别作小经，诈云佛说，或辄蓄弟子，号为和尚”的不法僧人，命按察使采访，“严加捉搦”。这纸敕令给弥勒下生信仰以沉重打击；此外，弥勒信仰还遭到佛教内部阿彌陀佛西方淨土信仰的不断冲击，在此双重压力下，弥勒信仰逐渐衰落，與民間祕密宗教逐漸併合。
宋仁宗慶曆七年（1047年），貝州（今河北清河）人王則以「釋迦佛衰謝，彌勒佛當持世」為口號起義。
元代蒙古人對宗教信仰較為開明，並不太禁止，故以燒香禮彌勒聚眾結社的「香會」在華北活動頻繁。當時的明教與白莲教等宗教也混入了大量的弥勒思想。元朝末年農民起義，彭瑩玉等人便以彌勒教為號召，后形成以徐寿辉为首的天完势力。明教起義軍明玉珍在蜀時曾经废释、老二教，上奉弥勒。
而在同时期，白莲教韓山童、刘福通亦宣传“弥勒降生”、“明王出世”，主张推翻元朝统治。因事蹟敗露，韓山童死，其子韩林儿繼稱小明王，立国号为宋，年号龙凤，成为元末红巾军建立的政权。
朱元璋建立明朝後，彌勒教被禁，其余党与白蓮教渐渐合流。而在明清时期，仍不时有白莲教徒利用“弥勒下世”的传说起义，比如嘉庆时期的川楚白莲教起义，此後在清末民初，又改名為先天教。

##### 近代
1922年武昌佛学院初创时，太虚大师便规定晚课诵《弥勒上生经》及念弥勒菩萨，回向兜率。以后但凡是太虚大师所开创的道场，皆奉行这一做法。他于1924年2月5日，在武昌佛学院编定《慈宗三要》，以《瑜伽师地论·瑜伽真实义品》明境，《瑜伽菩萨戒本》次轨行，《观弥勒上生经》以明果。1932年12月25日，太虚大师在厦门南普陀寺闽南佛学院借演说《大乘本生心地观经》的机缘，发起成立“厦门慈宗学会”，设立慈宗坛尊奉弥勒菩萨。此后，太虚大师于1936年在奉化雪窦寺开讲《弥勒菩萨上生经》，刊行《兜率净土与十方净土之比观》，在第四节《慈宗的名义》里，略释了慈宗的举设，源流、影响、作用，以弘扬慈宗。他1935年在上海、1937年在无锡都修弥勒静七过年。1938年冬季，缙云山汉藏教理院计划建“太虚台”，大师说：“纪念台，如未做勿做，已做易名慈氏。自惭福德凉薄，望勿以名之。”从而以弥勒为尊。
太虚圆寂后，由于战乱和政治形势的影响，慈宗在中国大陸一直无法弘扬。直到近期，才重新有两岸僧人组织学会、刻印经典、发愿广传弥勒净土法门。而太虚的弟子演培法师，长期在新加坡宣讲弥勒，并有《佛說彌勒大成佛經講記》传世。
目前主要兴盛于台湾等地的新兴宗教一贯道及其衍生的弥勒大道即将弥勒菩萨设为主要供奉的神祇之一。一贯道第十七代祖师路中一在教内被认为是弥勒菩萨化身。

### 朝鮮半島
朝鮮半島自古以來，其國人發願往生淨土者，大多不是西方淨土，而是信仰彌勒淨土。在诸多弥勒修法中，主要的行法是效法弥勒，慈心不杀、恒不啖肉；而為亡人得度而造弥勒佛像，也是表达信仰的一种方式。弥勒信仰与俗文化在朝鲜半岛交融于一体，散花歌《兜率歌》的形成就是圣俗融合的典型例子。朝鮮三國時代，新罗的花郎受到弥勒下生信仰的影响。花郎集团把日常修养和训练与弥勒信仰结合起来，培养忠于国家和勇敢尚武的精神。彌勒信仰在朝鮮半島佛教中，仍然保持著主流地位。

### 日本

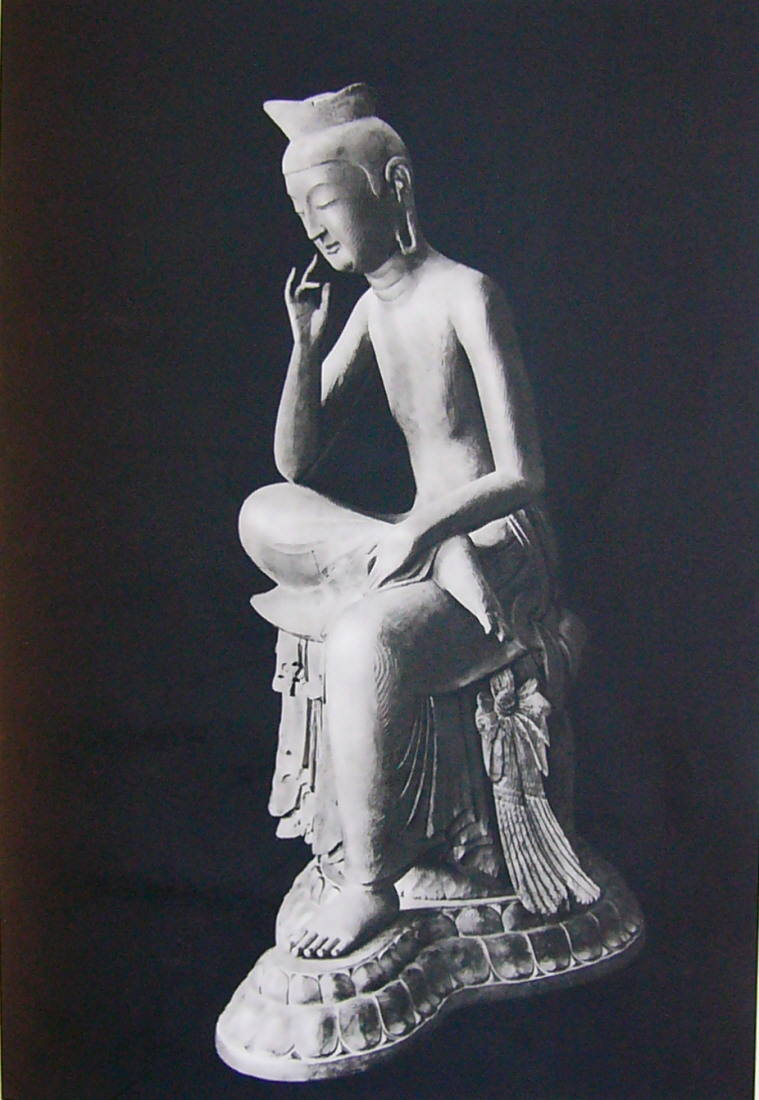
彌勒菩薩半跏思惟像，京都廣隆寺

弥勒信仰传入日本是通过朝鲜半岛作为中介的。百济国王曾把弥勒佛像赠给日本天皇。在奈良、平安时代（公元710年－1185年），弥勒寺的建造已经颇为盛行，且分布地域很广。发愿往生兜率内院的僧人，则如雨后春笋，以南都六宗僧人为主，尤其是日本研究因明的学者，大都仿效日本因明开山祖师松蓧善珠，发愿往生兜率天內院。
以布袋和尚形象的彌勒傳入日本後，成為民間信仰中的七福神之一。
1963年日本日莲宗一系的新兴宗教“灵友会”吸收了弥勒信仰，在日本伊豆建立“圣弥勒山”，将弥勒信仰引入教义。编制了新经典《弥勒经》以成为其宗经。

#### 琉球
布袋和尚形象的彌勒傳入琉球後，與琉球神道結合，成為當地民俗信仰之一，稱為彌勒（琉球語： / ），琉球人將彌勒信仰融入到了琉球神道的龍宮信仰之中，把彌勒視為豐穰神。

### 回鹘
回鹘佛教主要是在汉传佛教的影响下形成的，故其经典、教义都与汉族地区略同。其弥勒信仰亦源自汉地，但远比汉族地区流行，特别在九世纪之后，弥勒崇拜在汉地衰落，而在回鹘却盛行不衰，直到十五世纪佛教在回鹘中消亡。
回鹘人写有众多弥勒崇拜的文献，如《赞弥勒诗》、《弥勒会见记》、《Insadi经》等。回鹘人在译经时，往往会特意在文末加入弥勒崇拜的文字，甚至在翻译《大慈恩寺三藏法师传》时，有意强调、扩充玄奘的弥勒崇拜。